# 螺状硫银矿
螺状硫银矿（英語：Acanthite）是硫化银的一种形式，化学式为Ag2S。它以单斜晶系结晶，在173 °C（343 °F）以下是稳定的硫化银形式。辉银矿是高于该温度的稳定形式。当辉银矿冷却到该温度以下时，它的立方形态会变形为单斜晶系的螺状硫银矿。低于173°C时直接形成螺状硫银矿。螺状硫银矿是正常气温下唯一稳定的形式。

## 产生
螺状硫银矿是中低温热液脉和表生富集带中常见的银矿物。它与自然银、浓红银矿、淡红银矿、硫锑铜银矿、脆银矿、辉硒银矿、方铅矿、黄铜矿、闪锌矿、方解石和石英一起出现。

## 圖集

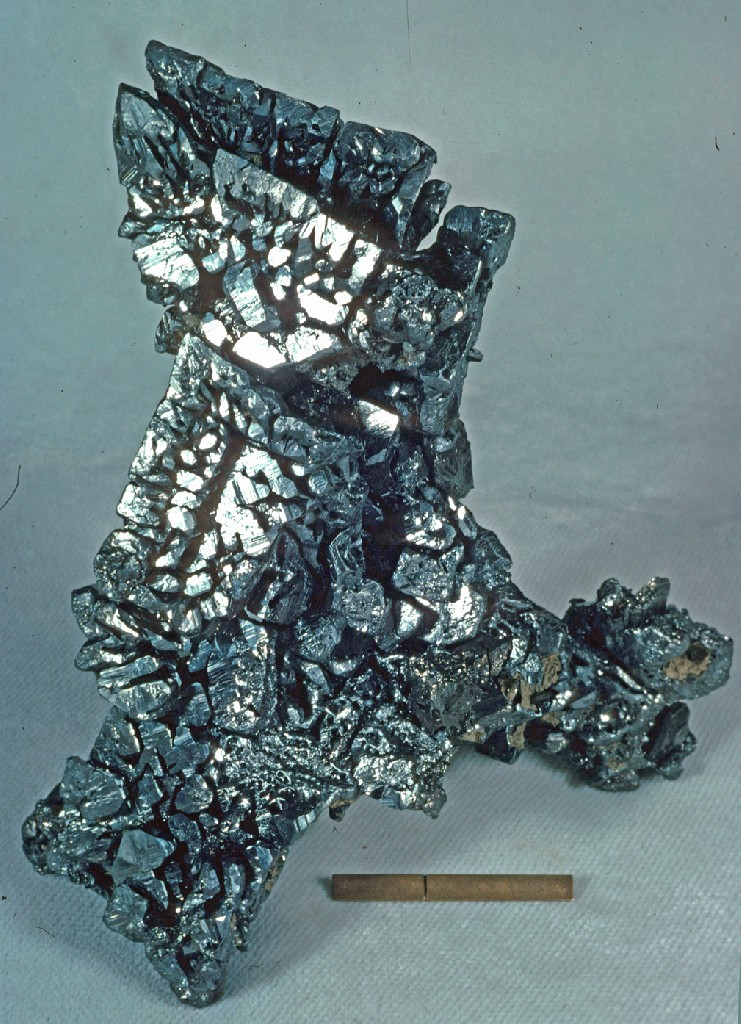
螺状硫银矿 - 产地：墨西哥索诺拉州阿里斯佩（英语：Arizpe）Chispas矿。比例尺为一英寸，格线為1 cm。
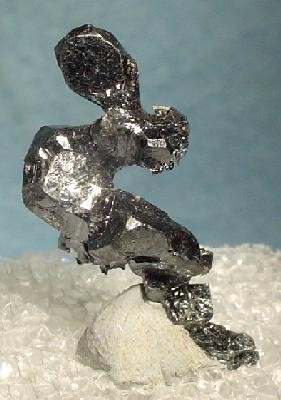
来自墨西哥瓜纳华托州Rayas矿的经典螺状硫银矿标本。尺寸：2.4 x 1.1 x 1.1 cm。